# Ariadne (inslagkrater)
Ariadne is een inslagkrater op Venus. Ariadne is genoemd naar een Griekse meisjesnaam, op zijn beurt verwijzend naar de heldin Ariadne, in de Griekse mythologie de dochter van koning Minos van Kreta.
De krater heeft een diameter van 23,6 kilometer en bevindt zich op de grens van de quadrangles Sedna Planitia (V-19) en Bereghinya Planitia (V-8). De centrale piek dient als de nulmeridiaan van de planeet, een status die voorheen in het bezit was van de krater Eve tot de nulmeridiaan opnieuw werd gedefinieerd begin jaren 1980 na het beëindigen van de Veneramissies.